# 田中瑛斗
田中 瑛斗（たなか えいと、1999年7月13日 - ）は、大分県中津市出身のプロ野球選手（投手）。右投左打。読売ジャイアンツ所属。

## 経歴

### プロ入り前
兄の影響で中津市立小楠小学校2年生のときに小楠ベースボールクラブで軟式野球を始めた。中学への進学にあたり、硬式野球のクラブチームである京築ボーイズへの入団を希望していたが、父親の猛反対があり、中津市立中津中学校では同校の軟式野球部に所属した。中学では2年夏までショート専任であり、投手が1人しかいなくなったことから、新チームでは2番手投手も務めたが、投手としての経験は少なかった。
柳ヶ浦高校に進学すると、投手を志した。1年夏（8月）に定岡智秋が同校の監督に就任し、指揮官から投手のあり方、練習の取り組み方を学ぶと、投げ方はほとんど教わっていないにもかかわらず、2年春の県大会で最速143km/hを計測。3年夏の県大会では、2回戦の対三重総合高校戦で1失点完投勝利を挙げ、準々決勝の大分高校戦では最速149km/hを計測し、ベスト4に進出した。準決勝で、廣澤伸哉を擁する大分商業高校に1対8で敗れたものの、9月12日にプロ志望届を提出した。
2017年10月26日に行われたドラフト会議にて、北海道日本ハムファイターズから3位指名を受け、11月9日には契約金4500万円・年俸540万円（いずれも金額は推定）で仮契約を結んだ。背番号は46。

### 日本ハム時代
2018年はイースタン・リーグで10試合に登板し、22イニングを投げて防御率1.64を記録。オフに現状維持となる推定年俸540万円で契約を更改した。
2019年はイースタン・リーグで18試合に登板し、0勝11敗・防御率5.85という成績ながらも、チーム2位の84回2/3と経験を積むと、9月27日に出場選手登録となり、レギュラーシーズン最終戦である同日のオリックス・バファローズ戦でプロ初登板。2回表からの2イニングを投げ、2安打1四球1奪三振2失点で敗戦投手となった。オフに20万円増となる推定年俸560万円で契約を更改した。
2020年、前年の終わり頃から右肘に痛みを感じており、当初は保存療法を選択。新型コロナウイルスの影響で開幕が6月に延期されたが、痛みが消えなかったため手術を決断し、7月9日に右肘関節鏡視下手術を受け、投球再開まで2か月の見通しであることが発表された。この年は二軍戦でも登板がなくシーズンを終え、オフに現状維持となる推定年俸560万円で契約を更改した。
2021年は手術明けで球数制限がかけられている中、二軍で実戦登板を重ねたが、イースタン・リーグでは20試合の登板で0勝5敗・防御率9.64と振るわなかった。この年も一軍登板がなくシーズンを終えると、11月2日に戦力外通告を受け、球団からは育成選手契約を打診された。12月9日に日本ハムと育成選手契約を締結した。背番号は146、推定年俸は560万円。
2022年は春季キャンプ直前に無症状ながら新型コロナウイルスに感染し、出遅れたものの、春先から二軍で先発ローテーションを回った。5月17日の東京ヤクルトスワローズとの二軍戦では、通算56試合目（一軍・二軍合計）の公式戦登板で初勝利を挙げた。イースタン・リーグでは、6月終了時点で12試合に登板して2勝6敗、チームトップの52回2/3を投げて防御率4.27を記録すると、7月1日に支配下選手登録となり、背番号は93に変更された。推定年俸は増減なしの560万円。7月7日の千葉ロッテマリーンズ戦で3年ぶりの一軍登板・プロ初先発となり、6回1失点の好投でプロ初勝利を挙げた。その後の一軍先発登板では3戦3敗を喫し、この年は一軍で4試合に先発して1勝3敗・防御率4.82という成績であった。オフに140万円増となる推定年俸700万円で契約を更改した。
2023年は右肩痛で出遅れ、5月14日の二軍戦で約7か月ぶりに実戦復帰。右肩痛の再発防止を兼ねて増量に取り組み、体重を6kg増やすと、本人が「出力はだいぶ上がった。平均球速で3km/hぐらい。そこは自信になっています」と話したように、球速もアップした。二軍で11試合に登板して防御率2.83を記録すると、8月31日のロッテ戦でシーズン初登板初先発。ストレートの最速は152km/hを計測したが、制球に苦しみ、3回1/3を6安打5四死球4失点で降板し、翌9月1日に出場選手登録を抹消された。二軍調整期間では投球フォームの改良に取り組み、9月30日の福岡ソフトバンクホークス戦に先発すると、勝敗は付かなかったものの、5回1失点と好投した。この年は2試合の先発登板で0勝0敗・防御率5.40という成績であった。オフに50万円増となる推定年俸750万円で契約を更改した。
2024年はイースタン・リーグの開幕投手を務めるなど、二軍では4先発で3勝0敗・防御率1.42と結果を残し、4月24日の東北楽天ゴールデンイーグルス戦の予告先発投手に発表されていたが、雨天中止となり、翌25日の同カードでブルペン待機。2点ビハインドの5回裏からシーズン初登板となったが、1回3失点であった。同年は二軍で29試合に登板し、5勝2敗、防御率2.35を記録するも、一軍では3試合登板、防御率11.25にとどまった。11月27日に現状維持となる推定年俸750万円で契約を更改した。

### 巨人時代
2024年12月9日に行われた現役ドラフトにて、読売ジャイアンツへの移籍が発表された。背番号は45となった。
2025年は、自身初の開幕一軍となった。監督の阿部慎之助からシュートの質を評価され、シュートを武器としたリリーバーとして起用される。3月30日の東京ヤクルトスワローズ戦でプロ初ホールドを記録した。5月22日の阪神タイガース戦では、無死満塁のピンチの場面で登板して無失点に抑えるなど、火消し役としての活躍も見せた。

## 選手としての特徴
カットボール・スライダー・カーブ・フォーク・チェンジアップ・シュートと多彩な変化球を操れるのが特徴。巨人移籍後は横に大きく変化するスライダー（スイーパー）に加え、対右打者には「オーバースローながらサイドスローの投手が投げているようだ」と評された150km/hに近い球速で懐に鋭く食い込むシュートを持ち味としている。ストレートの最速は高校時代に149km/h、プロ入り後は154km/hを計測している。

## 人物
憧れの選手はダルビッシュ有。

## 詳細情報

### 年度別投手成績
| 年 度     | 球 団     | 登 板 | 先 発 | 完 投 | 完 封 | 無 四 球 | 勝 利 | 敗 戦 | セ 丨 ブ | ホ 丨 ル ド | 勝 率 | 打 者 | 投 球 回 | 被 安 打 | 被 本 塁 打 | 与 四 球 | 敬 遠 | 与 死 球 | 奪 三 振 | 暴 投 | ボ 丨 ク | 失 点 | 自 責 点 | 防 御 率 | W H I P |
| --------- | --------- | ----- | ----- | ----- | ----- | -------- | ----- | ----- | -------- | ----------- | ----- | ----- | -------- | -------- | ----------- | -------- | ----- | -------- | -------- | ----- | -------- | ----- | -------- | -------- | ------- |
| 2019      | 日本ハム  | 1     | 0     | 0     | 0     | 0        | 0     | 1     | 0        | 0           | .000  | 9     | 2.0      | 2        | 0           | 1        | 0     | 0        | 1        | 1     | 0        | 2     | 2        | 9.00     | 1.50    |
| 2022      | 日本ハム  | 4     | 4     | 0     | 0     | 0        | 1     | 3     | 0        | 0           | .250  | 87    | 18.2     | 22       | 3           | 7        | 0     | 7        | 8        | 0     | 2        | 11    | 10       | 4.82     | 1.55    |
| 2023      | 日本ハム  | 2     | 2     | 0     | 0     | 0        | 0     | 0     | 0        | 0           | ----  | 41    | 8.1      | 8        | 1           | 7        | 0     | 1        | 4        | 0     | 0        | 5     | 5        | 5.40     | 1.88    |
| 2024      | 日本ハム  | 3     | 0     | 0     | 0     | 0        | 0     | 0     | 0        | 0           | ----  | 22    | 4.0      | 6        | 2           | 4        | 0     | 0        | 2        | 1     | 0        | 5     | 5        | 11.25    | 2.50    |
| 通算：4年 | 通算：4年 | 10    | 6     | 0     | 0     | 0        | 1     | 4     | 0        | 0           | .200  | 159   | 33.0     | 38       | 6           | 19       | 0     | 8        | 15       | 2     | 2        | 23    | 22       | 6.00     | 1.73    |

- 2024年度シーズン終了時
- 各年度の太字はリーグ最多

### 年度別守備成績
| 年 度 | 球 団    | 投手  | 投手  | 投手  | 投手  | 投手  | 投手     |
| 年 度 | 球 団    | 試 合 | 刺 殺 | 補 殺 | 失 策 | 併 殺 | 守 備 率 |
| ----- | -------- | ----- | ----- | ----- | ----- | ----- | -------- |
| 2019  | 日本ハム | 1     | 0     | 1     | 0     | 0     | 1.000    |
| 2022  | 日本ハム | 4     | 1     | 5     | 0     | 0     | 1.000    |
| 2023  | 日本ハム | 2     | 0     | 3     | 0     | 0     | 1.000    |
| 2024  | 日本ハム | 3     | 0     | 0     | 0     | 0     | ----     |
| 通算  | 通算     | 10    | 1     | 9     | 0     | 0     | 1.000    |

- 2024年度シーズン終了時

### 記録
初記録
- 初登板：2019年9月27日、対オリックス・バファローズ25回戦（札幌ドーム）、2回表に2番手で救援登板、2回2失点で敗戦投手[17][68]
- 初奪三振：同上、3回表に小田裕也から空振り三振[69]
- 初先発登板・初勝利・初先発勝利：2022年7月7日、対千葉ロッテマリーンズ12回戦（ZOZOマリンスタジアム）、6回1失点[36][70]
- 初ホールド：2025年3月30日、対東京ヤクルトスワローズ3回戦（東京ドーム）、6回表に2番手で救援登板、1回無失点[71]

### 背番号
- 46（2018年[11] - 2021年）
- 146（2022年[25] - 同年6月30日）
- 93（2022年7月1日[34] - 2024年）
- 45（2025年[58] - ）

### 登場曲
- 「飛行艇」King Gnu（2019年 - ）
- 「Make It Out Alive」ONE OK ROCK（2025年 - ）
- 「Stand Out Fit In」ONE OK ROCK（2025年 - ）